# Evita Peron (miniserie televisiva)
Evita Peron è una miniserie televisiva in due puntate del 1981 diretta da Marvin J. Chomsky e interpretata da Faye Dunaway. Tratta dai libri Evita, First Lady di John Barnes e Eva Peron di Nicholas Frazer, la miniserie racconta la storia della first lady Evita Perón, moglie del presidente dell'Argentina Juan Domingo Perón.
Trasmessa negli Stati Uniti il 23 e 24 febbraio 1981 sulla rete NBC, in Italia è andata in onda il 27 e 28 marzo 1983 in prima serata su Rete 4.

## Premi e riconoscimenti
Nel 1981 la miniserie si è aggiudicata un Premio Emmy nella categoria Outstanding Film Sound Mixing.